# Mehrangarh
Mehrangarh je pevnost v Džódpuru. Je to jedna z největších pevností v Indii. Leží na zhruba 120 m vysokém kopci nad městem a je obehnána silnými zdmi. Uvnitř pevnosti je několik paláců se složitou výzdobou a rozlehlými nádvořími.
Historie pevnosti sahá do roku 1458, kdy Rao Džodha (1438–1488) se stal vládcem Rathorů, jednoho kmene Rádžpúti. O rok později se Džodha rozhodl přesunout své hlavní město do Džodhpuru, protože tisíc let stará pevnost Mandore již nevyhovovala jeho požadavkům na bezpečnost.
Základy nové pevnosti byly položeny 12. května 1459 na hoře, kde do té doby sídlil pouze jeden poustevník. Při svém nuceném odchodu popřál nově vznikající stavbě nedostatek vody. Skutečně i dnes pevnost sužuje každé tři až čtyři roky velké sucho.
Největší turistickou atrakcí pevnosti je chrám bohyně Čámundy.